# 大絲鈍塘鱧
大絲鈍塘鱧（学名：Amblyeleotris macronema），为輻鰭魚綱鰕虎鱼目鰕虎亞目鰕虎魚科鈍塘鱧屬的其中一種，分布於澳洲蜥蜴島海域，為特有種，體長可達8公分，為底棲性魚類，棲息在砂石底質的海域，與槍蝦共生。

## 扩展阅读
維基物種上的相關：大絲鈍塘鱧